# Peter T. King
Peter Thomas King (New York, 5 aprile 1944) è un politico statunitense, membro della Camera dei Rappresentanti per lo stato di New York dal 1993 al 2021.

## Biografia
Nato a Manhattan, dopo il servizio militare nell'esercito, King entrò in politica con il Partito Repubblicano e fu attivo a livello locale per svariati anni. Nel 1992 si candidò per il seggio della Camera dei Rappresentanti lasciato vacante dal deputato democratico Robert Mrazek, riuscendo a vincerlo. Da allora venne riconfermato per altri tredici mandati, fin quando nel 2020 annunciò la propria volontà di non ricandidarsi ulteriormente e lasciò il Congresso dopo ventotto anni di servizio. Ideologicamente King si è sempre presentato come un conservatore e fecero molto scalpore le sue posizioni estremiste sul tema dell'Islam.